# Хопёрское муниципальное образование (Саратовская область)
Хопёрское муниципальное образование — муниципальное образование со статусом сельского поселения в составе Балашовского района Саратовской области.
Административный центр — село Хопёрское.
Главой поселения является Инкин Евгений Михайлович.

## Население
| 2010  | 2011  | 2012  | 2013  | 2014  | 2015  | 2016  |
| ----- | ----- | ----- | ----- | ----- | ----- | ----- |
| 2649  | ↗2650 | ↗2678 | →2678 | ↗2693 | ↘2686 | ↗2694 |
| 2017  | 2018  | 2019  | 2020  | 2021  | 2025  |       |
| ↘2691 | ↘2683 | ↘2655 | ↘2614 | ↘2586 | ↘2475 |       |

## Населённые пункты
На территории поселения находятся 2 населённых пункта — 1 село, 1 посёлок:
- село Хопёрское — административный центр;
- посёлок Трудовой.